# Варзар Іван Михайлович

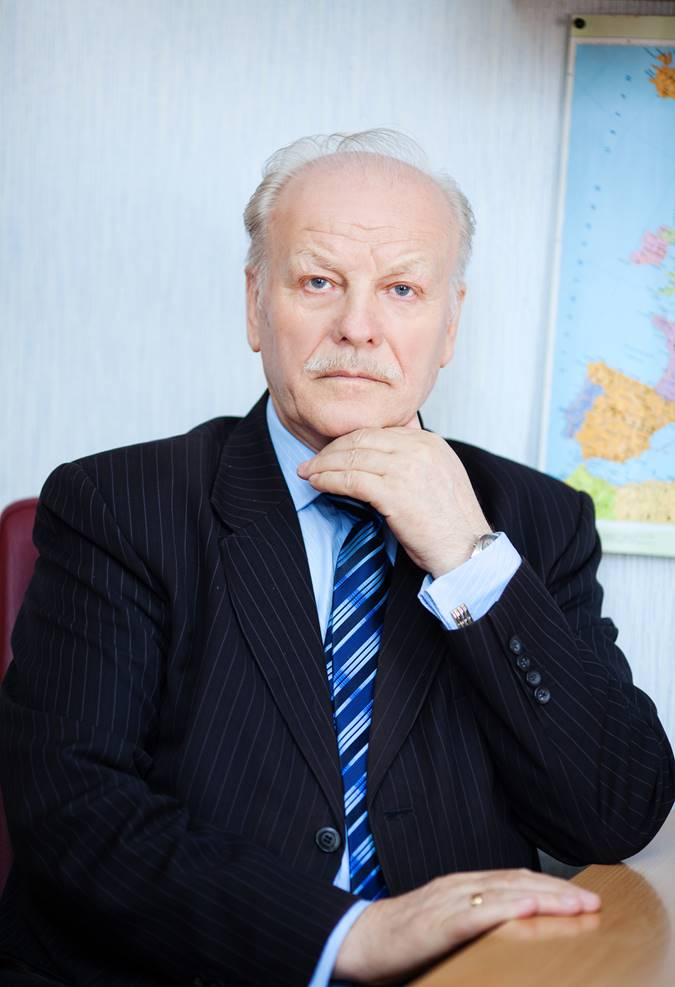
Варзар Іван Михайлович

Іва́н Миха́йлович Варзар (25 липня 1937, с. Домулжень Флорештського району Республіки Молдова — 29 вересня 2021, Київ) — український політолог, засновник наукової школи «політична етнологія», академік Української академії політичних наук, академік Міжнародної академії безпеки життєдіяльності. Доктор політичних наук, професор кафедри політичних наук Інституту політології та права Національного педагогічного університету імені М. П. Драгоманова

## Життєпис
Народився 25 липня 1937 року в с. Домулжень Флорештського району Республіки Молдова, де минуло дитинство та юність. У 1958—1961 роках проходив військову службу у Білорусі, 1961 року переїхав до України.
Закінчив семирічну школу, культосвітнє училище (Молдова), радянсько-партійну школу (Білорусь), педагогічний інститут (Україна), екстернат Бухарестського університету (Румунія) та Ленінградського університету (Росія), аспірантуру в Одеському університеті, аспірантуру в Київському педагогічному інституті, докторантуру в АСН при ЦК КПРС (Москва) та докторантуру в Інституті держави і права ім. В. М. Корецького НАН України (Київ).
Працював військово-політичним працівником і хормейстером, народним дипломатом і державним службовцем, науковим редактором і університетським викладачем. У 1966—1967 роках обирався секретарем Березанського РК ЛКСМУ Миколаївської області, з 1967 по 1971 рік там же працював штатним лектором РК КПУ.

Надгробок Івана Варзаря, Байкове кладовище

Обіймав посади головного редактора наукового видавництва «Вища школа» (1974—1979 рр.), завідувача кафедри соціально-політичних дисциплін УМЛ КМ і ОК КПУ (1976—1989 рр.) та кафедри соціально-політичної теорії НУХТ (1985—1997 рр.).
Результати роботи були високо оцінені керівництвом університетів, помічені на державному рівні. У 1992—2006 роках був радником ректора НАДУ при Президентові України, помічником-консультантом народних депутатів України, радником міністрів і Прем'єр-міністра. З 1997 року — державний службовець 5-го рангу (III категорія).
Помер на 85-му році життя 29 вересня 2021 року. Був кремований, прах похований у колумбарії Байкового кладовища (50°24′52.70″ пн. ш. 30°30′13.80″ сх. д. / 50.4146389° пн. ш. 30.5038333° сх. д.).

## Науковий доробок
Коло наукових інтересів І. М. Варзаря зосереджено в першу чергу, на таких галузях, як етнологія, соціологія, реформаціологія, революціологія, літературознавство. Автор численних наукових праць та монографій. Розробив півтора десятка нових теоретичних концепцій, запровадив у науковий вжиток понад 30 нових понять і термінів, увів до обігу історіологічний метод (1992 р.) і метод тріадної кореляції цінностей та орієнтацій соціально-політичного розвитку (2004 р.).
На рубежі 80-х і 90-х років професор І. М. Варзар заснував нову соціогуманітарну науку — політичну етнологію, яку з 1995 року читають в університетах України та зарубіжних країн. Під кінець 90-х років у координатах трикутника «політична етнологія: дослідницький напрям — теоретична концепція — навчальна дисципліна» об'єктивно зконституювалася наукова школа, яка прогресує у працях автора та його учнів з кількох країн — кандидатів і докторів наук.
Головні досягнення науковця опубліковані у понад 600 різноформатних та різнопроблемних роботах. Почесний доктор МАУП, почесний професор УжНУ, член СВР з філософських і політичних наук та наук держуправління при НАДУ, Львівському, Чернівецькому та Національному педагогічному університетах, член редколегій багатьох наукових часописів.

## Основні праці
- «Політична етнологія як наука: історіологія, теорія, методологія, праксеологія» (1994 р.) ;
- «Політична опозиція: теорія та історія, світовий досвід та українська практика» (К., 1996);
- «Основи етнодержавознавства: Підручник» (1997 р.);
- «Державне управління: Словник-довідник» (2002 р.);
- «Держава і народ-етнос у політологічному дискурсі» (К., 2003);
- «Із контекстів минулих літ: Вибране в концептуальних і мемуарних вимірах» (2003 р.);
- «Політична етнологія. Пропедевтичний курс. Авторський підручник» (К., 2011)

та ін., а також цілий ряд статей з питань політичної етнології, етнодержавознавства та державного управління.